# Carrer de la Bisbal de Guissona
El Carrer de la Bisbal de Guissona és una via pública de Guissona (Segarra) inclosa a l'Inventari del Patrimoni Arquitectònic de Catalunya.

## Descripció
Carrer per a vianants que delimita amb la Placeta de Sant Roc per una banda i el C/ Fluvià per l'altra. Altres carrers com el C/ de les Botigues o la Plaça del Bisbe Benlloch desenboquen en aquesta via, on trobem alguns dels edificis més antics i els exemples més interessants del modernisme segarrenc. És un dels eixos principals del nucli històric de Guissona i es troba ple de comerços de tota mena. Al segle xvii era el carrer on vivien totes les famílies adinerades de Guissona i per això presenta algunes de les cases més singulars i monumentals.
Els edificis que conformen aquest carrer són molt eclèctics i no segueixen una morfologia similar, no obstant la majoria d'aquest són edificis de tres plantes i acullen comerços en els seus baixos.
La llinda inscrita més antiga que conservem en aquest carrer es troba a Cal Parrissa, això ens indica que l'any 1500 aquest carrer ja era una de les vies més importants de la vila.